# Bravestarr (datorspel)
Bravestarr är ett spel baserat på den amerikanska TV-serien Bravestarr. Spelet är ett sidscrollande plattformsspel med en blandning av skjutande och pussel.

## Spel
Sheriff Bravestarrs mentor Shaman har blivit kidnappad av den onde konspiratören Stampede. Bravestarr som styrs av spelaren måste försöka hitta Shaman inom nio dagar.

## Mottagande
Svenska Datormagazin ansåg att spelet var bra, men inte exceptionellt. Spelet fick 3,3/5 i medelvärde.